# 妙泉寺 (いすみ市)

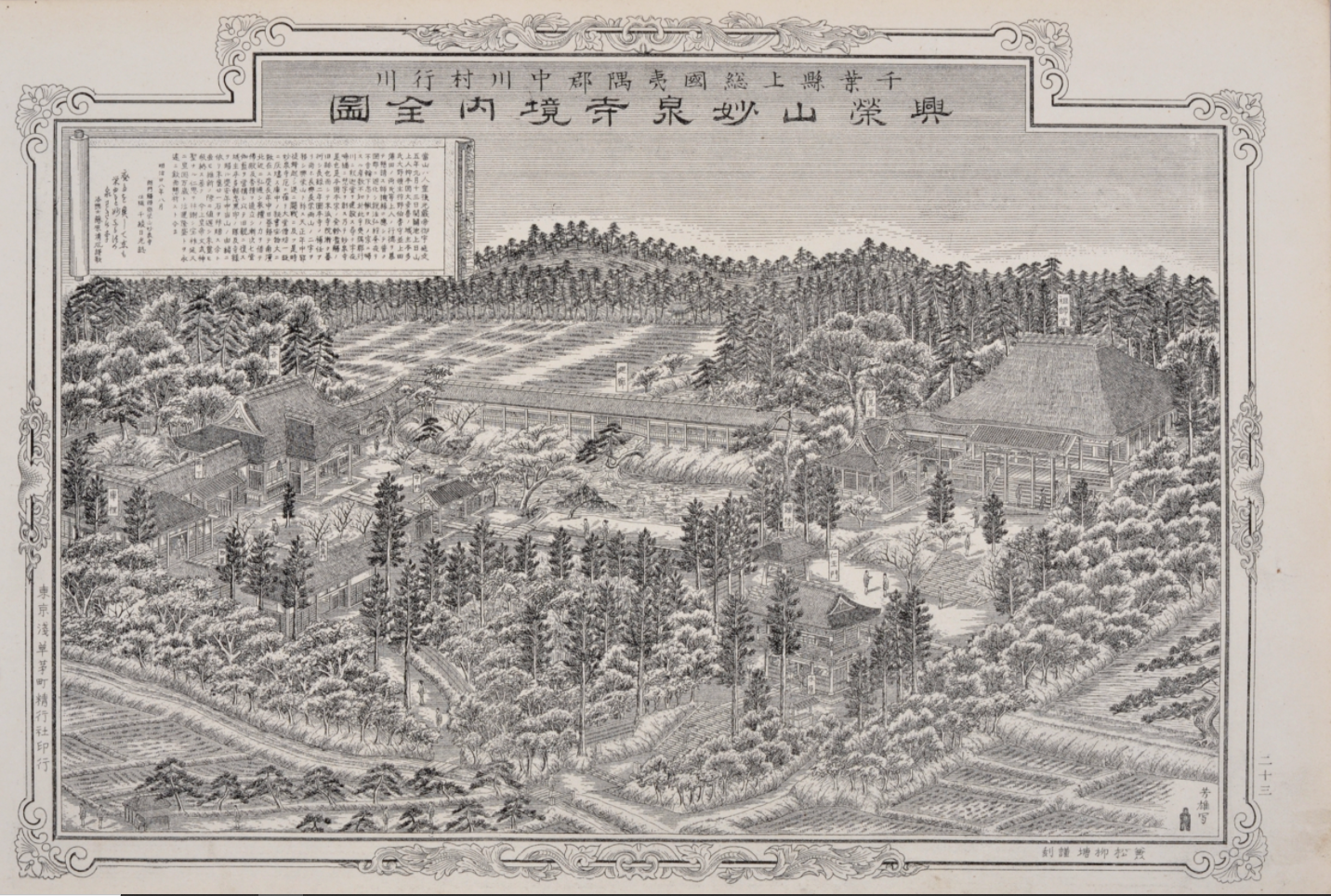
興榮山妙泉寺境内全圖

妙泉寺（みょうせんじ）は、千葉県いすみ市にある日蓮宗の寺院。

## 概要
山号は興栄山。旧本山は大本山池上本門寺。池上中道不二庵法類の柳嶋法縁に属する。 旧寺格は緋金襴寺跡・中本寺。元・池上門流上総総触頭。

## 歴史
永和3年の9月に、伊北荘の大野城主と目される狩野叡昌 が唱導院日顗（後の長興山本行院4世）と共に一宇を建立したのがその濫觴である。その際、日顗は自らを開山とせず、師である比企谷妙本寺・池上本門寺両山4世・大鷲阿闍梨日山を開山に迎えている。山号の「興栄山」は妙本寺の山号“長興山”と本門寺の山号“長栄山”から一文字づつ合わせたもので、長禄2年（1458年）には両山8世・大運阿闍梨日調より「上総国本寺」（上総本山の意）の称号を允許された事からも、両山にとって重要寺院である事が窺える。
時が下り、江戸時代初期には初代大多喜藩主・本多家より外護を承けており、慶安2年（1649年）には3代将軍・徳川家光より21石の朱印状が下付された。更に本末制度が確立されると上総国池上門流120ヶ寺の総触頭に任命され、末寺20ヶ寺 を擁する中本寺として威容を誇るまでに至った。この確固たる経済基盤を背景に毎年両山に対して金銭や食料を上納しその護持を支えた事から、上総池上門流は「両山之台所」と呼ばれ池上門流の中でも重要視される一大勢力圏となり、これを総理統監する妙泉寺の格式も比例して高まっていった。このような歴史的背景から、歴代住職には檀林の化主（能化）が数多く迎えられ、各本山の貫首を多数輩出する出世寺となっている。

## 伽藍・境内
42世・報寿院日藻が記した『興栄記』によれば、最盛期の妙泉寺には「祖師堂・客殿（＝本堂）・食堂・鐘楼・仁王門・鬼子母神堂・番神堂」の七堂伽藍が整えられていたという。また明治29年（1896年）に編纂された『日本博覧図』所収「興榮山妙泉寺境内全圖」によれば、「祖師堂・客殿（＝本堂）・妙見堂・庫裡・鐘楼・中門・長屋門・仁王門」が存在し、祖師堂・客殿・庫裡は長回廊で繋がっていた。現在の諸堂は以下の通りである。
- 本堂
- 客殿
- 庫裡
- 鐘楼
- 中門
- 長屋門
- 仁王門

## 文化財
- 楼門…いすみ市指定文化財。寛政元年（1789年）建立と推定されている。

## 旧本末
日蓮宗は昭和16年（1941年）に本末を解体したため、現在では旧本山・旧末寺と呼びならわしている。
- 長栄山本門寺（東京都大田区池上）
  - 本門寺 末：興栄山妙泉寺（千葉県いすみ市行川）
    - 妙泉寺 末：福祐山本迹寺（千葉県いすみ市行川）
    - 妙泉寺 末：東福山妙経寺（千葉県いすみ市若山）
      - 妙経寺 末：東光山円通寺（千葉県いすみ市若山）

    - 妙泉寺 末：見正山栄真寺（千葉県いすみ市松丸）… 元・妙泉寺の末で、現在は池上本門寺の直末。
    - 妙泉寺 末：西耀山東光寺（千葉県いすみ市能実）… 元・妙泉寺の末で、現在は池上本門寺の直末。明治初年に末寺の正善寺を合併、昭和25年（1950年）には須賀谷にあった経王山万部寺を合併した。
    - 妙泉寺 末：善厳山福泉寺（千葉県いすみ市山田）
    - 妙泉寺 末：法栄山蓮福寺（千葉県いすみ市山田）
    - 妙泉寺 末：福要山本乗寺（千葉県いすみ市須賀谷）
    - 妙泉寺 末：宝台山本泉寺（千葉県いすみ市国府台）
    - 妙泉寺 末：福台山東漸寺（千葉県いすみ市国府台）
    - 妙泉寺 末：周延山玉泉寺（千葉県いすみ市札森）
    - 妙泉寺 末：長応山徳善寺（千葉県夷隅郡大多喜町笛倉）
    - 妙泉寺 末：松栄山浄苗寺（千葉県夷隅郡大多喜町小苗）
    - 妙泉寺 末：久我原山乗泉寺（千葉県夷隅郡大多喜町久我原）… 元は宝珠山宝乗寺。昭和31年（1956年）に久我原の光我山宝泉寺と合併した。
    - 妙泉寺 末：東光山妙善寺（千葉県夷隅郡大多喜町堀切）
    - 妙泉寺 末：経王山浄宗寺（千葉県夷隅郡大多喜町三条）… 「曼殊沙華寺」の別名を持つ。
    - 妙泉寺 末：蟹田山蟹連寺（千葉県勝浦市蟹田）
    - 妙泉寺 末：宝珠山妙満寺（千葉県勝浦市芳賀）
    - 妙泉寺 末：宝生山浄満寺（千葉県勝浦市白井久保）
    - 妙泉寺 末：竜居山青竜寺（千葉県勝浦市貝掛）
    - 妙泉寺 末：大船山本増寺（岩手県大船渡市大船渡町）… 元は両用山本増寺。夷隅郡柿和田村にあったが昭和8年（1933年）に現在地へ遷る。

## 歴代住持
| 歴代      | 法号 （俗姓・道号）   | 命日（享年［数え年］）             | 経歴 |
| --------- | --------------------- | ---------------------------------- | --- |
| 開山      | 大鷲阿闍梨日山        | 永徳元年（1381年）9月7日（44歳）   | 大本山 長栄山本門寺（東京都大田区池上） 4世 本山 長興山妙本寺（神奈川県鎌倉市大町） 4世 朝田山行傳寺（埼玉県川越市末広町） 開山 法眞山妙昌寺（埼玉県川越市三光町） 開山 宝光山妙典寺（東京都大田区蒲田） 開山 正光山本慶寺（神奈川県横浜市神奈川区） 開山 著作：『三義抄』                                                       |
| 2世       | 唱導院日顗 (爲山)     | 永享元年（1429年）7月23日          | 本山・野呂檀林 長崇山妙興寺（千葉県千葉市若葉区） 5世 長興山本行院（神奈川県鎌倉市大町） 4世 長応山徳善寺（千葉県夷隅郡大多喜町） 開山 長瀧山妙延寺（東京都町田市森野） 開山 |
| 3世       | 日位                  | 長享3年（1489年）6月24日           | 長興山本行院（神奈川県鎌倉市大町） 5世 松栄山浄苗寺（千葉県夷隅郡大多喜町） 開山 |
| 4世       | 満性院日仙            | 1日                                | |
| 5世       | 日順                  | 25日                               | |
| 6世       | 日藇                  | 5日                                | 竜居山青竜寺（千葉県勝浦市貝掛） 開山 |
| 7世       | 日与                  | 8日                                | |
| 8世       | 日題                  | 15日                               | 福祐山本迹寺（千葉県いすみ市行川） 4世 |
| 9世       | 日性                  | 24日                               | |
| 10世      | 日妙                  | 24日                               | |
| 11世      | 日雄                  | 6日                                | |
| 12世      | 日達                  | 16日                               | 宝台山本泉寺（千葉県いすみ市国府台） 開山 |
| 13世      | 成就院日円            | 延徳3年（1491年）7月29日           | 東光山妙善寺（千葉県夷隅郡大多喜町） 開山 |
| 14世      | 日城                  | 天正18年（1590年）12月29日         | |
| 15世      | 日沾                  | 16日                               | |
| 16世      | 正蔵院日融            | 寛永9年（1632年）8月30日           | 周延山玉泉寺（千葉県いすみ市札森） 開山 経王山万部寺（千葉県いすみ市須賀谷） 開山 |
| 17世      | 日崇                  | 晦日                               | |
| 18世      | 正行院日厳            | 22日                               | 善巌山福泉寺（千葉県いすみ市山田） 開山 |
| 19世      | 是好院日嶝            | 慶安3年（1650年）6月23日（82歳）   | 本山 広栄山妙覚寺（千葉県勝浦市興津） 中興21世 大和山経要寺（千葉県夷隅郡大多喜町） 開山 |
| 20世      | 妙泉院日要            | 寛文2年（1662年）10月4日（79歳）   | 福台山東漸寺（千葉県いすみ市国府台） 開山 |
| 21世      | 法乗院日逕            | 明暦3年（1657年）10月25日          | |
| 22世      | 守玄院日衛            | 元禄10年（1697年）8月8日           | 上総池上門流中興の祖 |
| 23世      | 唱運院日真            | 延宝2年（1674年）7月6日            | |
| 24世      | 本寿院日揚            | 15日                               | |
| 25世      | 本妙院日浄            | 元禄6年（1693年）3月21日           | |
| 26世      | 敬信院日周            | 正徳6年（1716年）2月11日           | 本山 蓮華王山妙宣寺（新潟県佐渡市阿仏房） 21世 |
| 27世      | 住真院日観            | 元文元年（1736年）5月9日           | 早川山仏国寺（山梨県甲府市相生） 5世 |
| 28世      | 教円院日統 (睿達)     | 元禄9年（1696年）4月27日           | 本山・中村檀林 正東山日本寺（千葉県香取郡多古町） 34世能化 |
| 29世      | 乗運院日信            | 享保5年（1720年）10月27日          | 常住山長耀寺（東京都港区六本木） 8世 |
| 30世      | 心行院日随            | 21日                               | |
| 31世      | 息事院日空 (延式)     | 享保10年（1725年）7月29日          | 長興山本行院（神奈川県鎌倉市大町） 25世・司務職 報新山宗延寺（東京都杉並区堀ノ内） 13世 |
| 32世      | 円恵院日深 (智円)     | 享保12年（1727年）10月8日          | 長興山本行院（神奈川県鎌倉市大町） 27世・司務職 飯高檀林 妙雲山飯高寺（千葉県匝瑳市飯高） 56世能化 南谷檀林 朗慶山照栄院（東京都大田区池上） 11世能化 |
| 33世      | 敬信院日隆            | 元文2年（1737年）7月1日            | 南谷檀林 朗慶山照栄院（東京都大田区池上） 14世能化 |
| 34世      | 常求院日章 (弁隆)     | 宝暦4年（1754年）3月23日（64歳）   | 大本山 長栄山本門寺（東京都大田区池上） 27世 本山 真間山弘法寺（千葉県市川市真間） 22世 本山 長興山妙本寺（神奈川県鎌倉市大町） 27世 飯高檀林 妙雲山飯高寺（千葉県匝瑳市飯高） 88世能化 南谷檀林 朗慶山照栄院（東京都大田区池上） 16世能化 八幡山法蓮寺（東京都品川区中延） 歴世 池上中道不二庵法類・中延法縁縁祖                |
| 35世      | 妙遠院日寿 (顕静)     | 明和2年（1765年）1月20日           | 飯高檀林 妙雲山飯高寺（千葉県匝瑳市飯高） 94世能化 法光山蓮昌寺（東京都葛飾区小菅） 13世 妹背山養珠寺（和歌山県和歌山市和歌浦中） 10世 |
| 36世      | 義明院日良            | 宝暦5年（1755年）5月11日           | 東山檀林 妙慧山善正寺（京都府京都市左京区） 87世能化 |
| 37世      | 妙応院日治 (観恵)     | 宝暦6年（1756年）8月3日（48歳）    | 南谷檀林 朗慶山照栄院（東京都大田区池上） 25世能化 |
| 38世      | 徳善院日巡            | 安永9年（1780年）11月29日          | 大本山 正中山法華経寺（千葉県市川市中山） 72世 本山 廣布山妙國寺（大阪府堺市堺区） 22世 東山檀林 妙慧山善正寺（京都府京都市左京区） 94世能化 |
| 39世      | 信解院日立            | 明和9年（1772年）1月21日           | |
| 40世      | 瑞光院日相            | 天明5年（1785年）3月13日           | |
| 41世      | 慈妙院日詳 (惠天)     | 安永10年（1781年）1月23日          | 正光山本慶寺（神奈川県横浜市神奈川区） 24世 |
| 42世      | 報寿院日藻            | 天明4年（1784年）6月21日           | 鷹峰檀林 寂光山常照寺（京都府京都市北区） 173世能化 著作：『興栄記』・『滑水承統伝』 |
| 43世      | 常信院日懃 (恵秀)     | 寛政8年（1796年）7月7日（64歳）    | 飯高檀林 妙雲山飯高寺（千葉県匝瑳市飯高） 173世能化 東山檀林 妙慧山善正寺（京都府京都市左京区） 133世能化 宝光山妙典寺（東京都大田区蒲田） 37世 |
| 44世      | 観是院日戒 (堯長)     | 文政3年（1820年）2月23日（79歳）   | 大本山 長栄山本門寺（東京都大田区池上） 44世 本山 真間山弘法寺（千葉県市川市真間） 41世 本山 長興山妙本寺（神奈川県鎌倉市大町） 44世 飯高檀林 妙雲山飯高寺（千葉県匝瑳市飯高） 217世能化 長寿山本行寺（千葉県勝浦市浜勝浦） 23世                                                                                                 |
| 45世      | 静信院日証 (映山)     | 文政3年（1820年）1月22日           | 飯高檀林 妙雲山飯高寺（千葉県匝瑳市飯高） 229世能化 鷹峰檀林 寂光山常照寺（京都府京都市北区） 215世能化 大檀林 長祐山承教寺（東京都港区高輪） 35世 |
| 46世      | 常行院日祥 (恵秀)     | 文政9年（1826年）9月23日           | 東山檀林 妙慧山善正寺（京都府京都市左京区） 242世能化 宝珠山大栄寺（千葉県勝浦市大楠） 33世 |
| 47世      | 玄悟院日正 (玄静)     | 嘉永4年（1851年）1月1日（75歳）    | 大本山 長栄山本門寺（東京都大田区池上） 53世 本山 真間山弘法寺（千葉県市川市真間） 53世 本山 長興山妙本寺（神奈川県鎌倉市大町） 53世 飯高檀林 妙雲山飯高寺（千葉県匝瑳市飯高） 281世能化 済度山長慶寺（千葉県勝浦市新戸） 32世 玉泉山安国院（千葉県市川市市川） 28世 妙高山栄源寺（静岡県伊豆市小土肥） 31世                     |
| 48世      | 常好院日岱 (恵明)     | 嘉永4年（1851年）5月15日（77歳）   | 本山 真間山弘法寺（千葉県市川市真間） 54世 飯高檀林 妙雲山飯高寺（千葉県匝瑳市飯高） 287世能化 鷹峰檀林 寂光山常照寺（京都府京都市北区） 歴世能化 善巌山福泉寺（千葉県いすみ市山田） 25世 済度山長慶寺（千葉県勝浦市新戸） 歴世 玉泉山安国院（千葉県市川市市川） 29世                                                            |
| 49世      | 妙事院日禮 (安碩)     | 弘化3年（1846年）9月15日（72歳）   | 飯高檀林 妙雲山飯高寺（千葉県匝瑳市飯高） 288世能化 南谷檀林 朗慶山照栄院（東京都大田区池上） 71世能化 東山檀林 妙慧山善正寺（京都府京都市左京区） 292世能化 信巡山本善寺（千葉県勝浦市宿戸） 32世 法受山妙厳寺（千葉県夷隅郡大多喜町） 26世 松林山妙典寺（千葉県夷隅郡大多喜町） 33世 興栄山善龍寺（東京都八王子市本郷町） 歴世 |
| 50世      | 玄量院日収 (映種)     | 明治19年（1886年）5月30日（80歳）  | 大本山 長栄山本門寺（東京都大田区池上） 准歴 本山 長興山妙本寺（神奈川県鎌倉市大町） 准歴 飯高檀林 妙雲山飯高寺（千葉県匝瑳市飯高） 337世能化 善巌山福泉寺（千葉県いすみ市山田） 29世 |
| 51世      | 玄是院日秀            | 明治25年（1892年）5月30日（80歳）  | 善巌山福泉寺（千葉県いすみ市山田） 30世 一楽山清雲寺（静岡県伊豆市土肥） 31世 妙高山栄源寺（静岡県伊豆市小土肥） 43世 |
| 52世      | 玄海院日定            | 明治18年（1885年）12月22日（62歳） | 東山檀林 妙慧山善正寺（京都府京都市左京区） 604世能化 |
| 53世      | 玄秀院日運            | 明治20年（1887年）7月17日          | 福祐山本迹寺（千葉県いすみ市行川） 51世 周延山玉泉寺（千葉県いすみ市札森） 37世 |
| 54世      | 常慈院日光 (千綾辨行) | 大正2年（1913年）11月20日          | 東山檀林 妙慧山善正寺（京都府京都市左京区） 637世能化 法受山妙厳寺（千葉県夷隅郡大多喜町） 32世 妙福山妙提寺（千葉県勝浦市市野川） 30世 |
| 55世      | 観主院日況 (山梨深静) | 明治42年（1909年）10月20日         | 石歴山妙勝寺（東京都江戸川区上篠崎） 歴世 |
| 56世      | 玄暲院日啓            | 明治40年（1907年）6月22日（71歳）  | 善巌山福泉寺（千葉県いすみ市山田） 32世 |
| 57世      | 玄顓院日映            | 大正5年（1916年）3月10日（70歳）   | 西耀山東光寺（千葉県いすみ市能実） 22世 寶珠山寶乗寺（千葉県夷隅郡大多喜町） 37世 |
| 58世      | 玄省院日領 （磯野）   | 大正2年（1913年）6月4日（48歳）    | 惺興山妙勧寺（千葉県夷隅郡大多喜町） 45世 |
| 59世      | 玄護院日暉 (髙石義圓) | 昭和21年（1946年）4月12日（74歳）  | 常立山妙典寺（千葉県夷隅郡大多喜町） 歴世 亀福山本覚寺（静岡県下田市四丁目） 38世 |
| 加歴 60世 | 玄顓院日信 (狩野映靜) |                                    | 済度山長慶寺（千葉県勝浦市新戸） 45世 竜居山青竜寺（千葉県勝浦市貝掛） 歴世 |
| 61世      | 玄明院日顓 (渡邉顓靜) | 昭和26年（1951年）11月10日（60歳） | 西耀山東光寺（千葉県いすみ市能実） 27世 善巌山福泉寺（千葉県いすみ市山田） 33世 |
| 62世      | 玄正院日昶 (渡邉憲静) | 昭和54年（1979年）9月1日（69歳）   | |
| 63世      | 玄盛院日完 (渡邉完静) |                                    | |

## 交通
- いすみ鉄道上総中川駅より徒歩約5分

## 脚註
1. ↑  妙泉阿闍梨とも称する。比企谷妙本寺・池上本門寺両山4世。
2. 1 2  『本化別頭佛祖統記』「第四代大鷲阿闍梨日山上人傳」によれば、日山の在位中に鎌倉小町で火災が発生し類焼によって比企谷妙本寺全山が灰燼に帰したという。その際に、狩野叡昌が扇谷上杉家家臣の上田氏と共に再建資金を喜捨する事となり、これが縁となって両山外護の大檀越となったと記されている。また妙泉寺の他にも、至徳2年（1385年）に妙親院日英が鎌倉の千葉屋敷跡に一宇を建立する際にも資金を提供し叡昌山妙隆寺と命名されている。更に、永享8年（1436年）に久遠成院日親が本阿弥清信の帰依を承けて京都東洞院綾小路に一宇を建立する際には、叡昌の娘である理哲尼が夫の長尾実景（山内上杉家家宰）と共に“亡父・叡昌の追善供養の為”に資金を提供、叡昌山本法寺と命名されている。なお、長尾実景と理哲尼の息・亀壽麿が後に稚児貫首として両山7世に晋んだ塵劫院日壽であり、叡昌の嫡男である狩野朗舜と祐幸尼の次男が後の両山8世・大運阿闍梨日調である。
3. ↑  法類・法縁とは、同じ宗旨・宗派に属し密接な関係を持つ僧侶並びに寺院のこと。中道不二庵及び柳嶋については関連項目を参照。
4. ↑  元・十如院日宗。大鷲阿闍梨日山に師事した際に“頭上に日山を戴く”の意から日「顗」と改めた。
5. 1 2  長興山妙本寺本院・本行院の実質的開山であるが、本行院日学（比企能本）を開基・大国阿闍梨日朗を開山・大経阿闍梨日輪を2世・大鷲阿闍梨日山を3世に迎え、日顗自らは4世となった。
6. ↑  長興山妙本寺並びに長栄山本門寺は、昭和16年（1941年）まで一人の住職が二ヶ寺を管理する「両山一首制」によって護持されていた。本門寺創建から安土桃山時代までの約300年間は妙本寺を本拠地として貫首が在山したが、天正19年（1591年）両山12世・佛乗院日惺が徳川家康の江戸入府に伴い本門寺に本拠を遷した。
7. ↑  寺伝によれば、最盛期には比企谷妙本寺に匹敵する末寺を擁していたという。
8. ↑  妙泉寺所蔵の過去帳では“嶝”は異体字（山冠に登）となっている。
9. ↑  後代に日随と称する。
10. 1 2  両山12世・佛乗院日惺の本門寺遷座以降、貫首不在となった妙本寺には別当職に相当する「司務職」を置き妙本寺全山を総理統監させた。なお歴代司務職には本行院の住職が就任する慣わしとなった。
11. ↑  南谷檀林の能化時代には教信院と称している。
12. ↑  本理院日身とも称する。
13. ↑  東山檀林の能化時代には日順と称している。
14. ↑  東山檀林の能化時代には日勤と称している。
15. ↑  鷹峰檀林の能化時代には日迅と称している。
16. ↑  東山檀林の能化時代には日了、大栄寺在山時代には日詳と称している。
17. ↑  現在の久我原山乗泉寺。
18. ↑  妙典寺在山時代には玄信院日静と称している。